# Cung Đình Quỳ
Cung Đình Quỳ (1901 - ?) là đại biểu Quốc hội Việt Nam khóa đầu tiên thuộc đoàn đại biểu Việt Nam Quốc dân Đảng, không phải qua bầu cử. Tại Kỳ họp thứ nhất Quốc hội khóa I, ông được bầu làm Phó Trưởng ban Thường trực Quốc hội, cùng với Phạm Văn Đồng. Tại kỳ họp thứ hai, ông được bầu làm Ủy viên chính thức Ban Thường trực Quốc hội.
Vào khoảng đầu năm 1950, Cung Đình Quỳ đứng về phía Pháp. Ngày 6 tháng 6 năm 1952, Nội các Chính phủ Nguyễn Văn Tâm thành lập, Cung Đình Quỳ được cử giữ chức Bộ trưởng Bộ Canh nông.
Sau năm 1975, Cung Đình Quỳ sang Mỹ và sống ở đó cho đến khi mất (khoảng 90 tuổi).